# Zuphiitae
Zuphiitae – nadplemię chrząszczy z podrzędu drapieżnych, rodziny biegaczowatych i podrodziny Harpalinae.
Nadplemię to obejmuje 6 plemion: Anthiini, Dryptini, Galeritini, Helluonini, Physocrotaphini i Zuphiini. Pierwszym, który zasugerował, że plemiona te tworzą razem klad, był Pierre Basilewsky. Wskazał on na charakterystykę czułków i skręcenie pierwszego stylomeru pokładełka samic jako ich cechy wspólne. René Jeannel rozdzielał te plemiona pomiędzy dwie rodziny: Anthiidae (Helluonini+Anthiini) i Dryptinae (Galeritini+Dryptini+Zuphiini), podobnie jak Terry Erwin, który nadał im rangę nadplemion: Anthiitae i Dryptitae. Autorzy Ci uważali, że choć zarówno linia Drypine i Anthiine są monofiletyczne i blisko ze sobą związane, to nie tworzą one razem kladu.
Monofiletyzm Zuphiitae wsparty został przez wyniki części analiz molekularnych przeprowadzonych przez Karen Ober i Davida Maddisona. W większości przypadków Zuphitae zajmowały bazalną pozycję w obrębie Harpalinae.
W systematyce zaproponowanej w pracy P. Boucharda i innych z 2011 roku Anthiini, Dryptini, Galeritini, Helluonini, Physocrotaphini i Zuphiini mają rangę niezależnych plemion w obrębie podrodziny Harpalinae bez wprowadzania rangi nadplemienia. Według systematyki z bazy Carabidae of the World z 2014 roku Anthiini, Helluonini, Physocrotaphini tworzą podrodzinę Anthiinae, a pozostałe trzy plemiona podrodzinę Dryptinae i obie te podrodziny istnieją niezależnie od Harpalinae. Podobnie rangę podrodziny uznają dla Anthiinae Martin Häckel i Jan Farkač.